# Willi Köppe
Willi Köppe (* 26. Oktober 1913) war ein deutscher Fußballspieler. Er spielte von 1950 bis 1952 für den BSG Stahl Thale in der DDR-Oberliga, absolvierte insgesamt elf Spiele und war zehn Mal in der Startelf aufgestellt.
1935 nahm er an einem Freundschaftsspiel gegen den 1. FC Nürnberg teil.